# Ernst Jazdzewski
Ernst Jazdzewski (* 14. August 1907 in Berlin; † 29. Mai 1995 ebenda) war ein deutscher Illustrator, Karikaturist und Pressezeichner.

## Leben
Als Arbeiterjunge erlebte er, wie im Feuer der deutschen Novemberrevolution die Kommunistische Partei Deutschlands gegründet wurde. Ernst Jazdzewski organisierte sich bereits als Vierzehnjähriger 1921 in der Kommunistischen Jugend. Er absolvierte die Volksschule und begann eine Lehre zum Elfenbeinschnitzer. Während des Abendstudiums von 1922 bis 1928 an der Berliner Kunstgewerbeschule Ost in der Andreasstraße entstanden seine ersten Grafiken für illegale Betriebs- und Wohngebietszeitungen sowie hektografierte Aufrufe und Flugblätter, die auf Wachsmatrizen hergestellt wurden. Später wurde er ständiger Mitarbeiter der FDJ-Zeitschrift Trommel und der Zeitschrift der Kommunistischen Jugend „Die junge Garde“. In dieser Periode entstanden auch seine ersten politischen Plakate und Buchillustrationen für die Verlage „Jugendinternationale“ und „Junge Garden“. Mit diesen Zeichnungen ist es ihm gelungen, den Textteil durch ausdrucksstarke bildkünstlerische Lösungen zu bereichern. Jazdzewski wurde 1928 Mitglied der Assoziation revolutionärer bildender Künstler. 1932 trat er der KPD bei und arbeitete bis zu seiner Verhaftung 1933 im Grafischen Atelier des ZK der KPD. Er wurde zu eineinhalb Jahren Gefängnis verurteilt und später unter Polizeiaufsicht gestellt. Anschließend arbeitete er gemeinsam mit anderen Genossen getarnt in einem Atelier für Werbung und Ausstellungsgestaltung. 1941 bis 1945 leistete er seinen Militärdienst mit anschließender Gefangenschaft.
Er gehörte zu den ersten Plakatgestaltern in der sowjetischen Besatzungszone bzw. der DDR und wurde ständiger politischer Zeichner beim Neuen Deutschland. Seine mit „Eja“ signierten Grafiken wurden bald volkstümlich und beliebt. Ab 1945 arbeitete er an der von Fritz Duda gegründeten „Arbeitsgemeinschaft sozialistischer Künstler“ mit. 1947 wurde er Dozent und 1956 bis zu seiner Emeritierung im Jahr 1973, Professor für Illustration und figürliches Zeichnen an der Kunsthochschule Berlin-Weißensee. Ernst Jazdzewski war Mitglied im Verband Bildender Künstler der DDR und Vorsitzender des Bezirksverbandes Berlin. Studienreisen führten ihn 1955 nach China, 1962 nach Indonesien und Burma.

## Werke
- 1948 Abschied von Karl Liebknecht, Pinselzeichnung
- 1949 Streik, Pinselzeichnung
- 1958 Imperialismus, Saharaöl, Zeichnung
- 1970 W. I. Lenin, Druckgraphik
- weiterhin illustrierte er zahlreiche Bücher und Jugendbücher

## Ehrungen
- 1971 Nationalpreis der DDR III. Klasse
- 1962 Vaterländischer Verdienstorden in Bronze
- 1967 Vaterländischer Verdienstorden in Silber
- 1973 Vaterländischer Verdienstorden in Gold
- 1959 Kunstpreis der DDR
- 1977 Ehrenspange zum Vaterländischer Verdienstorden in Gold
- 1982 Hans-Grundig-Medaille des VBK-DDR, Franz-Mehring-Ehrennadel und Artur-Becker-Medaille

## Ausstellungen
- 1953, 1958, 1962/1963, 1972/1973 und 1977/1978: Dresden, Deutsche Kunstausstellungen bzw.  Kunstausstellungen der DDR
- 1954: Berlin, Zentrales Haus der Deutsch-Sowjetischen Freundschaft („I. Deutsche Karikaturenausstellung“)
- 1958 Bezirkskunstausstellung Berlin
- 1959 Mit unserem neuen Leben verbunden. Zehn Jahre bildende Kunst in der DDR, Deutsche Akademie der Künste, Berlin
- 1965 Intergrafik, Berlin
- 1968 Sieger der Geschichte, Halle (Saale)
- 1970 Im Geiste Lenins, Berlin
- 1971 Realistische Grafik, Leipzig
- 1974 Zeichnung in der DDR, Dresden
- 1979 Buchillustration in der DDR, Berlin
- 1980 Berlin Retrospektive, ebenda
- 1983 Karl Marx – Künstlerbekenntnisse, Berlin, Magdeburg, Karl-Marx-Stadt und Leipzig
- 1985 Auf gemeinsamen Wegen, Berlin

## Publikationen
- Benno Pludra: Gustel, Tapp und die andern, Zeichnungen Ernst Jazdzewski (= Bunte Bären-Bücher, Band 2), 3. Auflage, Kinderbuchverlag, Berlin 1955 (Erstausgabe 1953), Sekundärausgabe: Deutsche Nationalbibliothek, Frankfurt am Main / Leipzig 2014, DNB 105011633X Volltext online Digitalisat, kostenfrei, 158 Seiten in Viewer.[1]